# John Pettie
John Pettie, né le 17 mars 1839 à Édimbourg, mort le 20 février 1893 à Hastings, est un peintre, aquarelliste et dessinateur écossais.

## Biographie
Il montre dès son plus jeune âge un goût marqué pour le dessin. À 17 ans, il entre à l'école de la Royal Scottish Academy où il est l'élève de Robert Scott Lauder. Il expose pour la première fois à l'Royal Scottish Academy en 1858. Deux ans plus tard, il débute à la Royal Academy, à Londres. En 1862, il partage un atelier avec William Quiller Orchardson.
En 1866, il est élu membre associé de la Royal Academy puis, en 1873, membre de plein droit. Il est médaillé à Berlin. John Pettie obtient de nombreux succès comme peintre d'histoire et portraitiste.

## Musées
- Aberdeen: Portrait de l'artiste par lui-même.

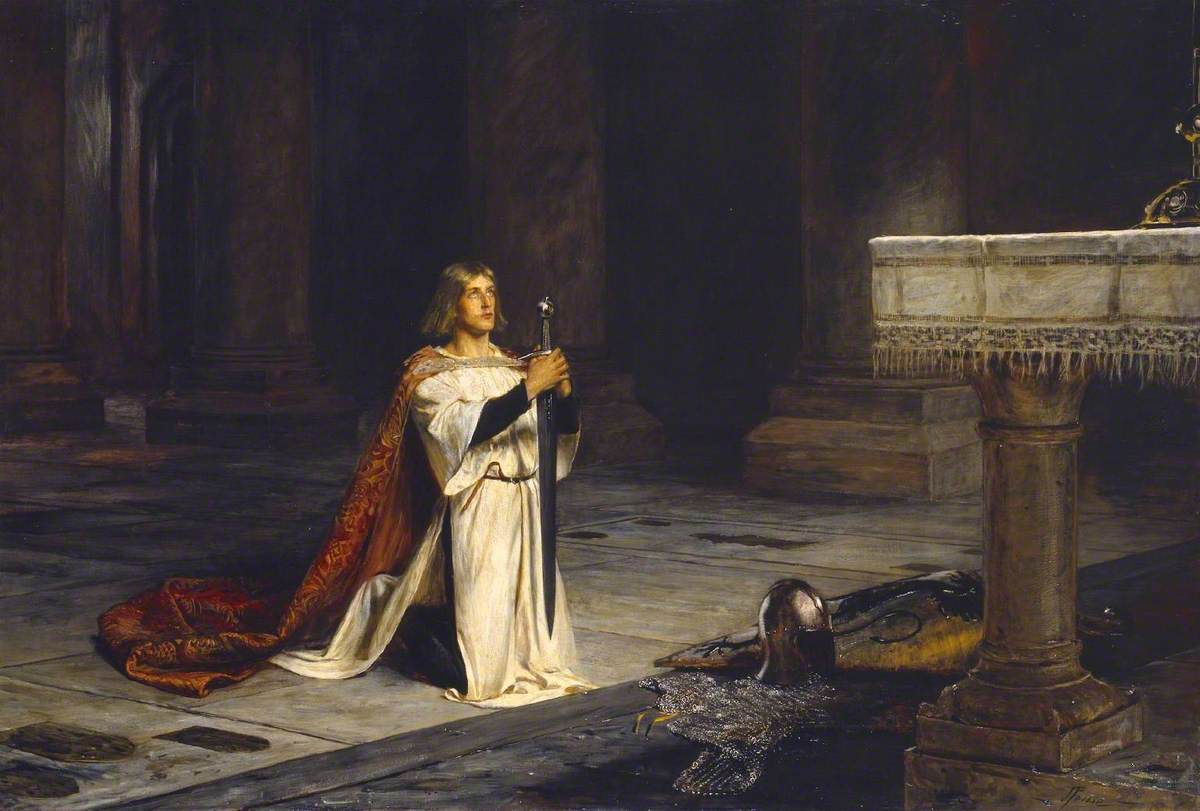
The Vigil, « La vigie »

- Glasgow:  Deux cordes à son arc; Chevalier du XVIIe siècle, portrait du romancier Wm. Black; Les stratégistes; Musiciens bretons; Duel à mort.
- Hambourg: Édouard VI d'Angleterre signant la première condamnation à mort.
- Leeds: Choix d'un site pour l'édification d'un premier autel chrétien.
- Londres (Tate Gal.): La vigie.
- Melbourne: Défilé; Arrestation d'une sorcière.
- Montréal: Vision de Halbert Clendenning et de la dame blanche.
- Sheffield: Duel à mort; Le royaliste; Le puritain; Dame du XVIIIe siècle; Scène d'Hudolras; Scène militaire; Une saillie; Trahison; Le pavillon de l'armistice.
- Victoria: Licenciés.